# 十室羽爪節蜱
十室羽爪節蜱（学名：Diptilomiopus decem）为双羽爪節蜱科羽爪節蜱屬下的一个种。